# Chiesa di San Vitale (Pistoia)
La chiesa di San Vitale si trova a Pistoia.

## Storia e descrizione

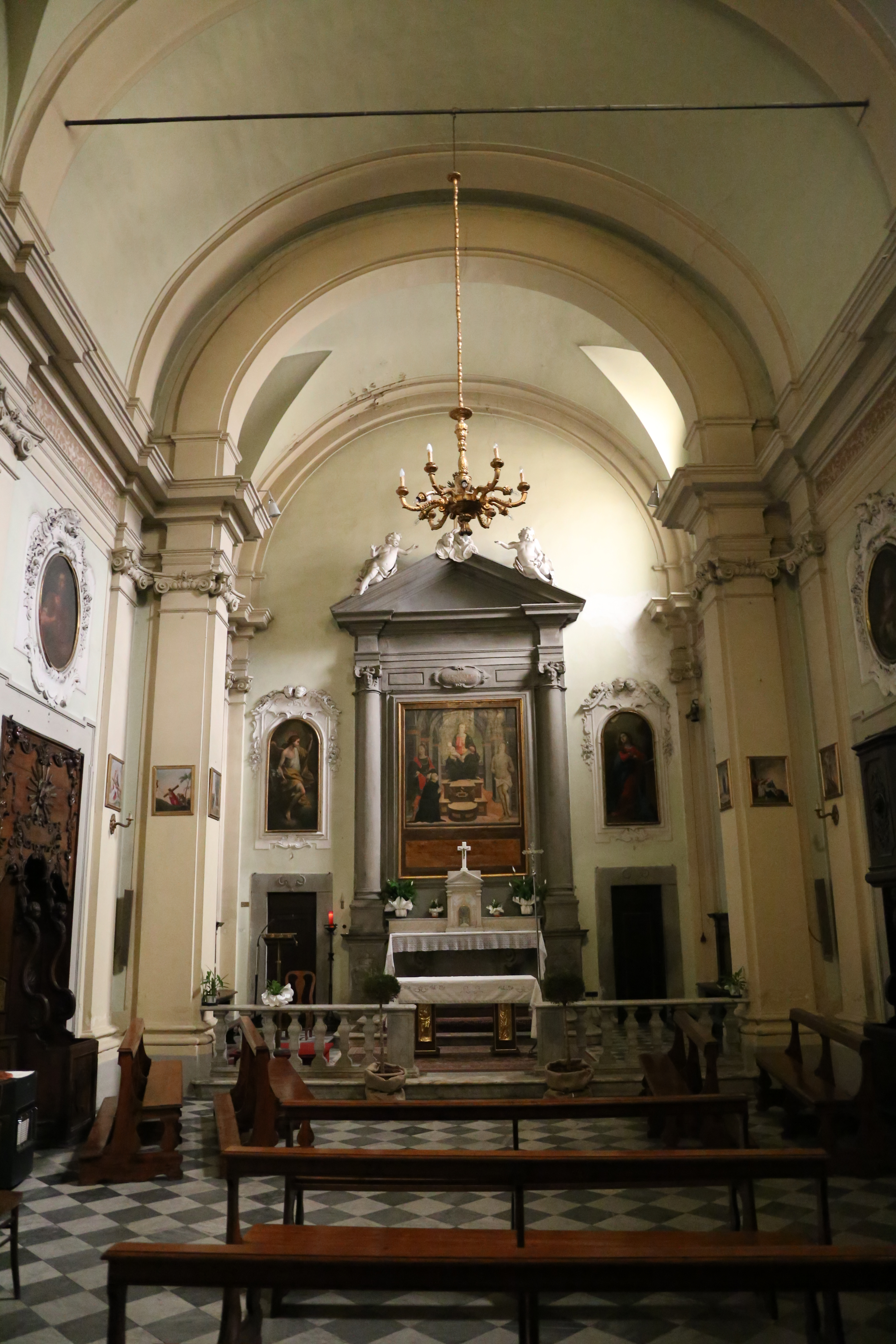
Vista dell'interno

È di antica origine, ma fu ricostruita interamente in più modeste forme per far spazio alla nuova sistemazione urbanistica degli inizi del Seicento; nella sua canonica si dice abbia ricevuto ospitalità san Francesco. La nuova chiesa fu fondata dal vescovo Alessandro del Caccia nel 1610 e consacrata nel 1637.
All'altar maggiore a partire da metà dell'Ottocento ha nuovamente trovato posto la tavola che ornava la primitiva chiesa: si tratta di una Sacra Conversazione dipinta intorno al 1510 da Bernardino del Signoraccio e commissionata da Giovan Battista Curradi, priore di San Vitale dal 1505, ritratto in ginocchio di fronte alla Vergine col Bambino.

## Galleria d'immagini

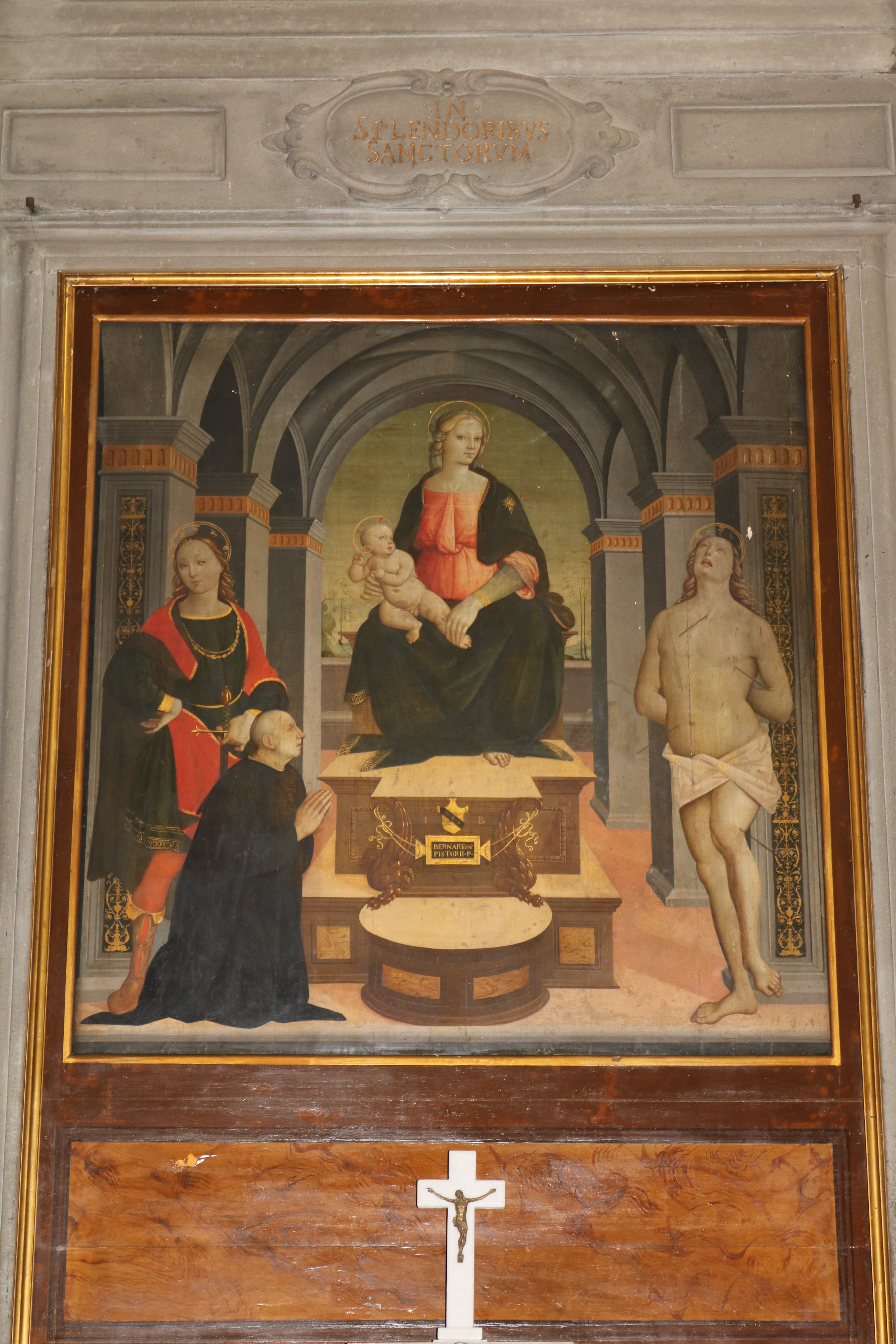
Bernardino del Signoraccio, Sacra conversazione (pala d'altare)
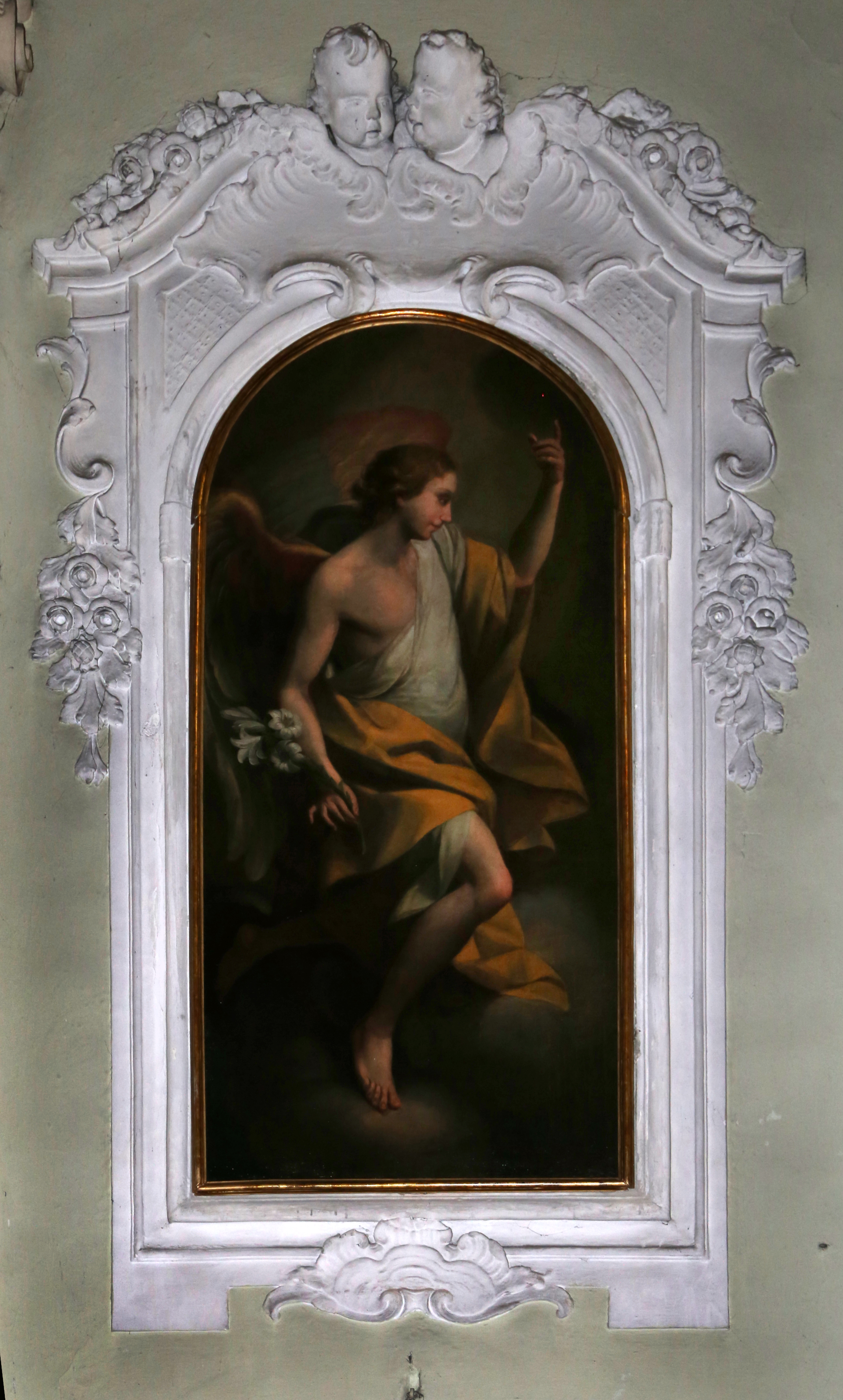
Gregorio di Orazio Giusti, l'arcangelo Gabriele (dall'Annunciazione ai lati dell'altar maggiore)
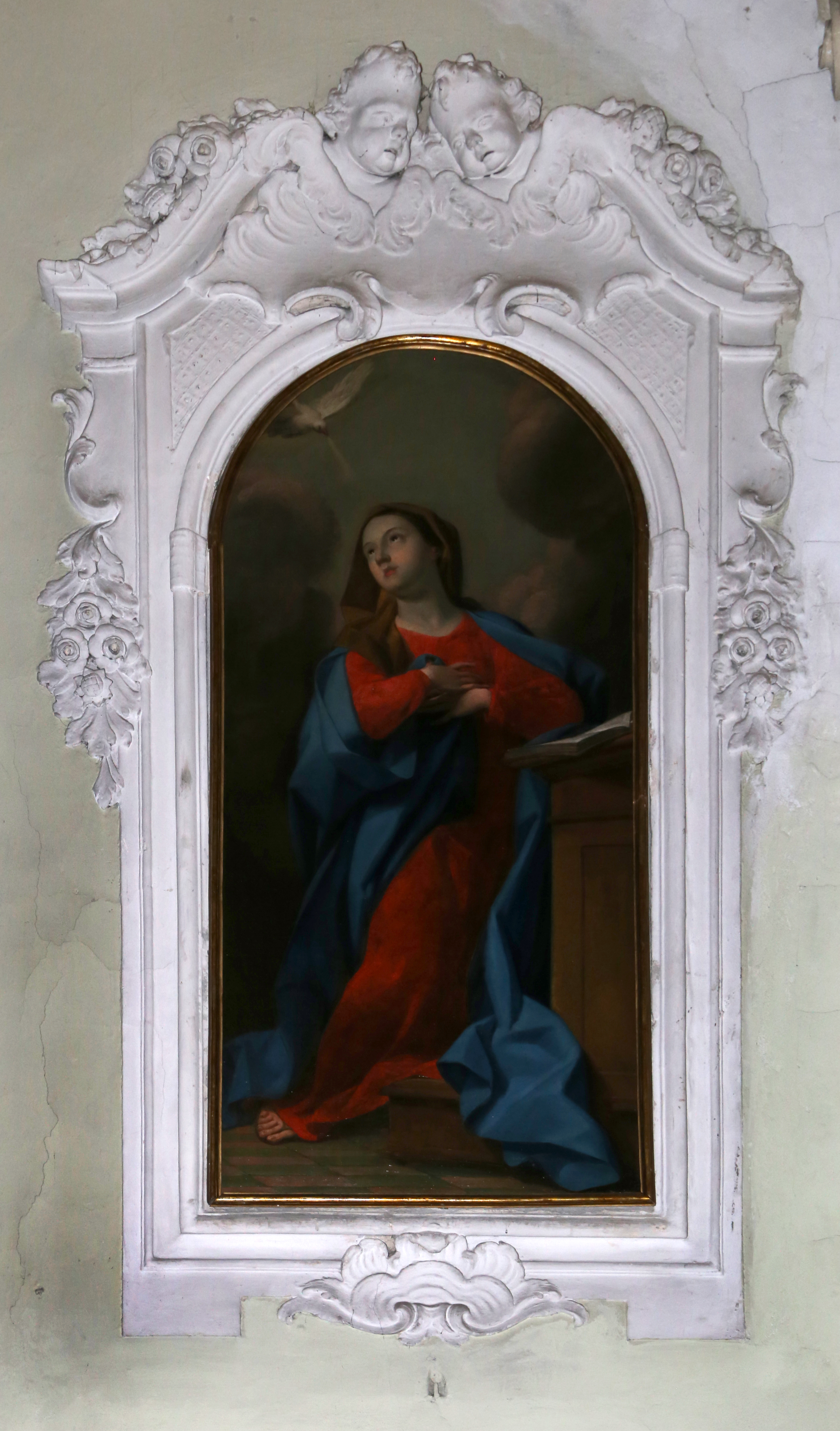
Gregorio di Orazio Giusti, Maria Vergine (dall'Annunciazione ai lati dell'altar maggiore)
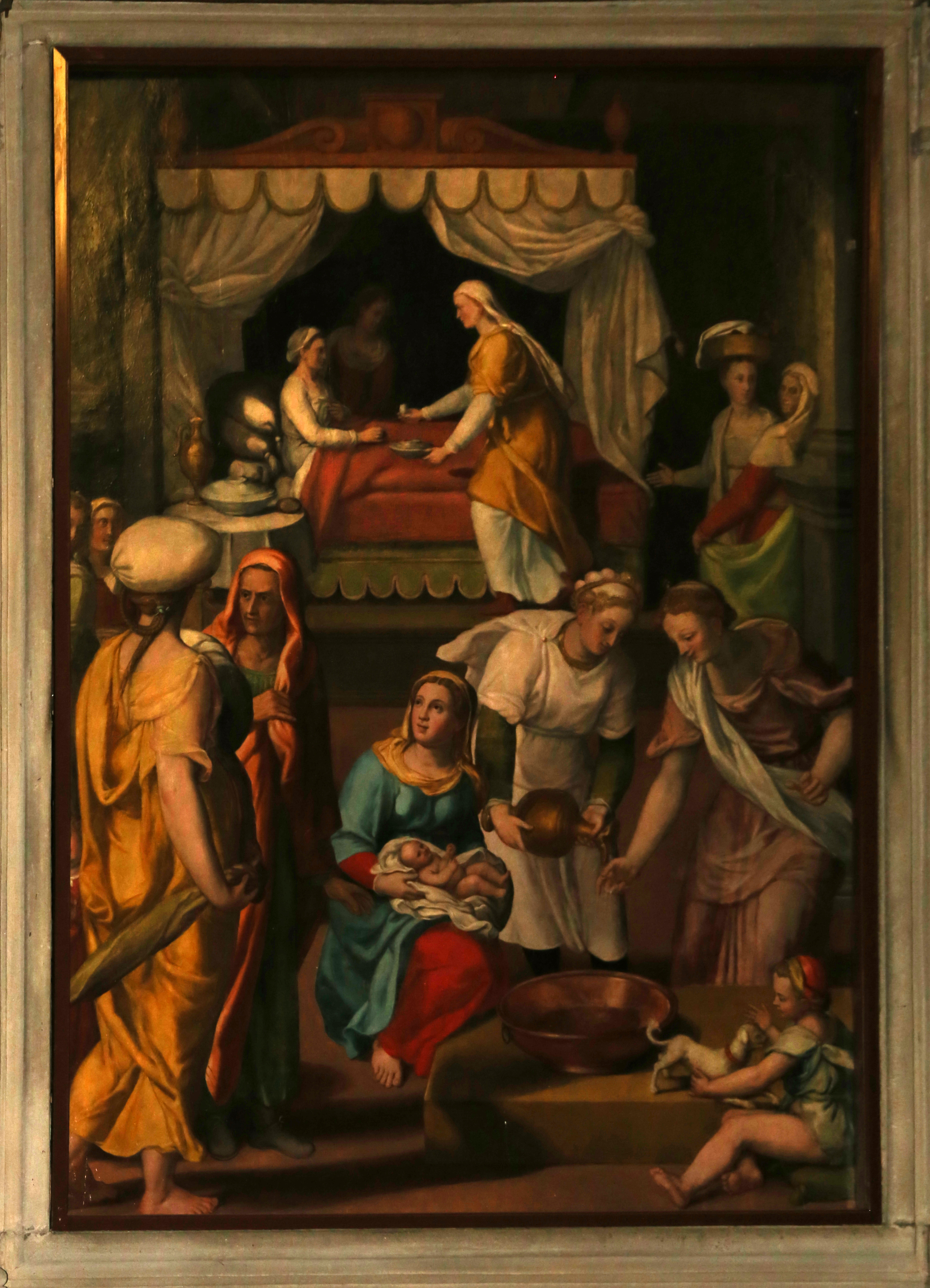
Sebastiano Vini, Nascita di Maria Vergine (pala d'un altare laterale)
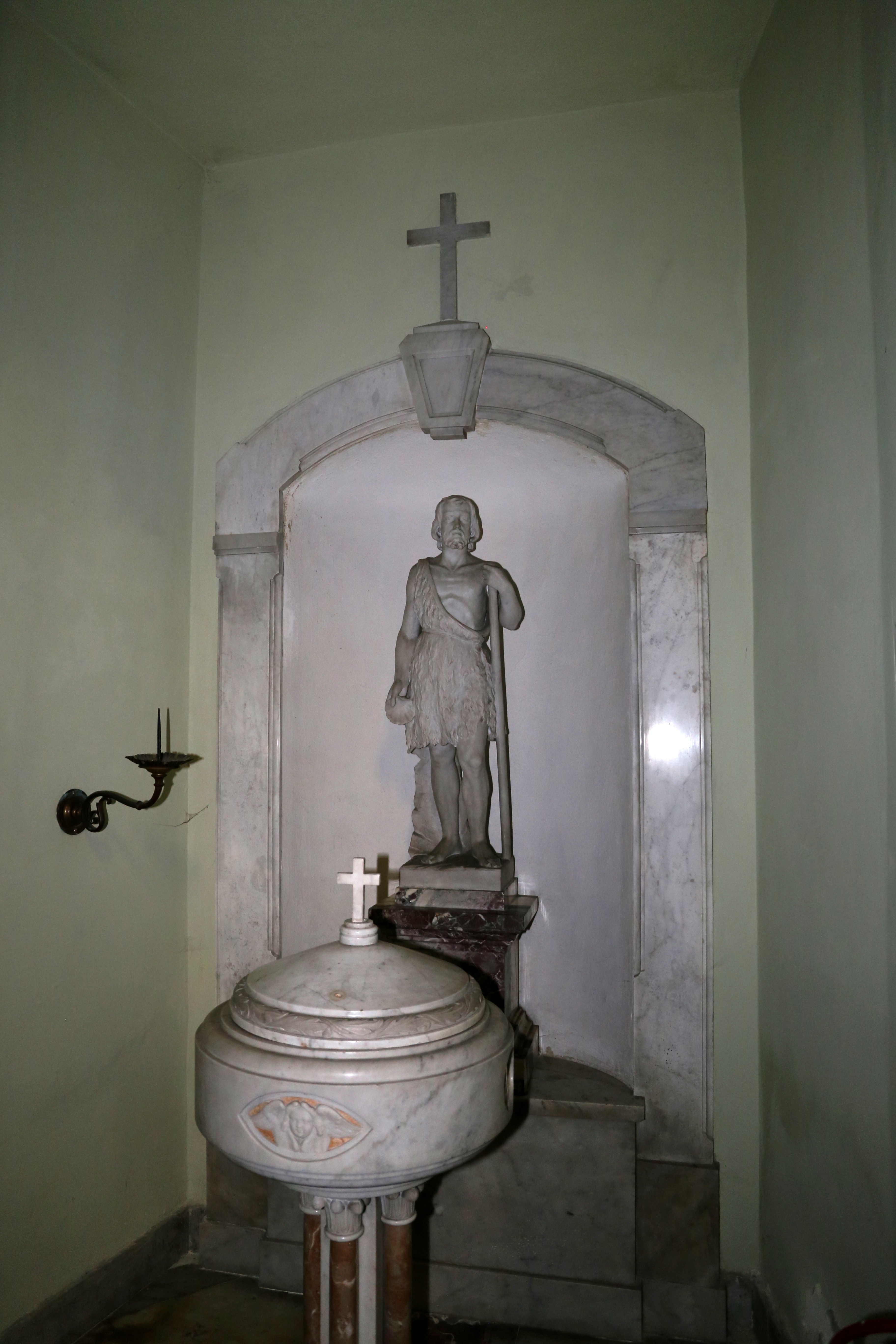
Fonte battesimale e statua di San Giovanni Battista

## Voci correlate

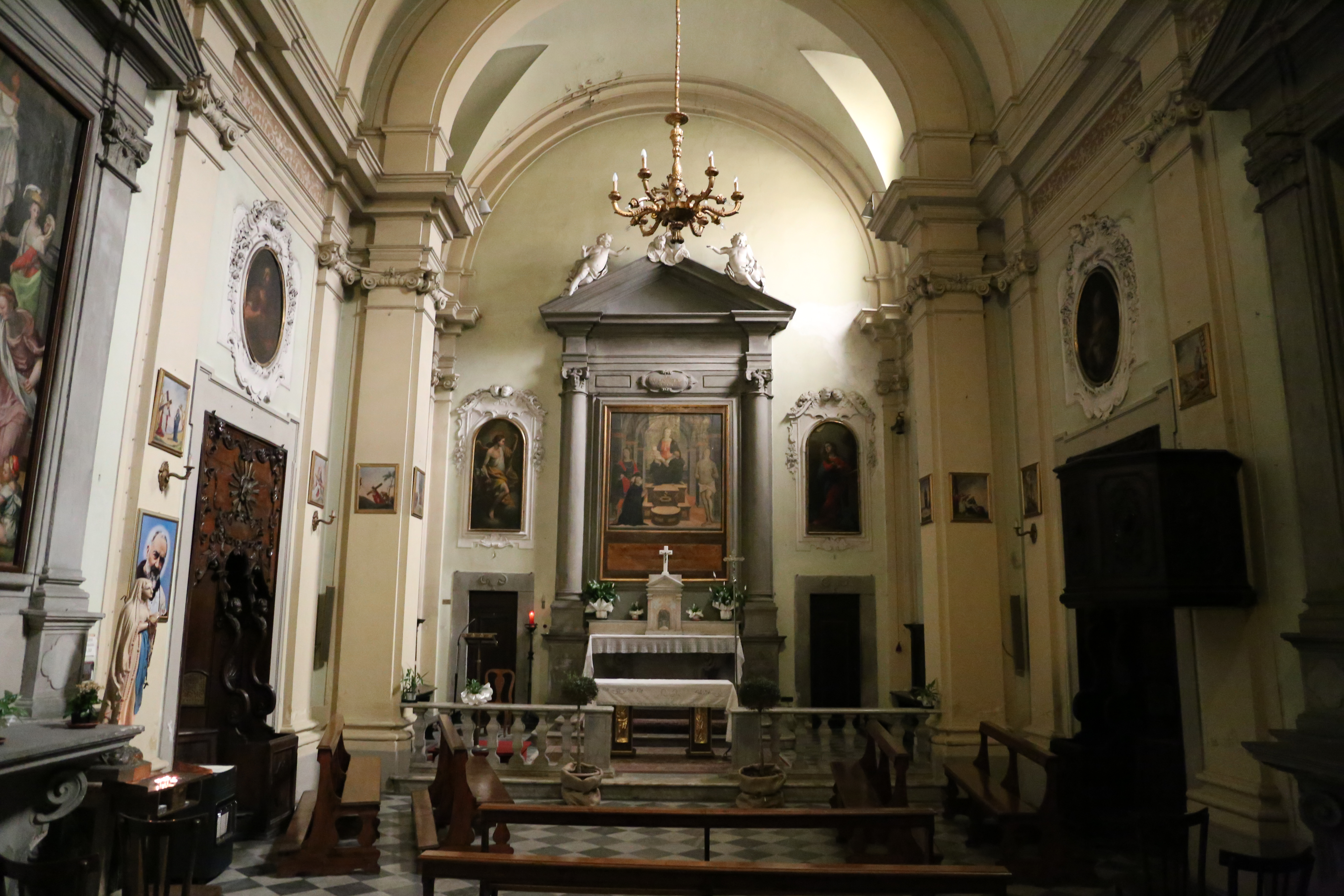
L'altare maggiore